# Glaenocorisa quadrata
Glaenocorisa quadrata är en insektsart som beskrevs av Walley 1930. Glaenocorisa quadrata ingår i släktet Glaenocorisa och familjen buksimmare. Inga underarter finns listade i Catalogue of Life.